# Benjamin Jones
Benjamin Jones (conocido como Ben Jones; 2 de enero de 1882-20 de agosto de 1963) fue un deportista británico que compitió en ciclismo en la modalidad de pista.
Participó en los Juegos Olímpicos de Londres 1908, obteniendo tres medallas, dos  de oro y una de plata. Ganó una medalla de plata en el Campeonato Mundial de Ciclismo en Pista de 1908.

## Medallero internacional
| Juegos Olímpicos   | Juegos Olímpicos      | Juegos Olímpicos | Juegos Olímpicos         |
| Año                | Lugar                 | Medalla          | Competición              |
| ------------------ | --------------------- | ---------------- | ------------------------ |
| 1908               | Londres (Reino Unido) | Medalla de oro   | 5000 m                   |
| 1908               | Londres (Reino Unido) | Medalla de oro   | Persecución por equipos  |
| 1908               | Londres (Reino Unido) | Medalla de plata | 20 km                    |
| Campeonato Mundial |                       |                  |                          |
| Año                | Lugar                 | Medalla          | Competición              |
| 1908               | Leipzig (Alemania)    | Medalla de plata | Velocidad individual (A) |